# John F. Carlson

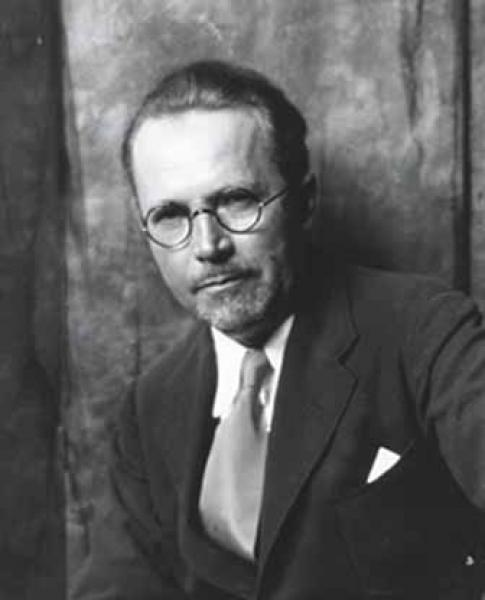
John F. Carlson

John Fabian Carlson (* 5. Mai 1874 in Kalmar, Schweden; † 19. Mai 1945 in New York, USA) war ein US-amerikanischer Landschaftsmaler und Kunstpädagoge schwedischer Herkunft. Er wurde vor allem für seine stimmungsvollen Winterlandschaften bekannt.

## Leben

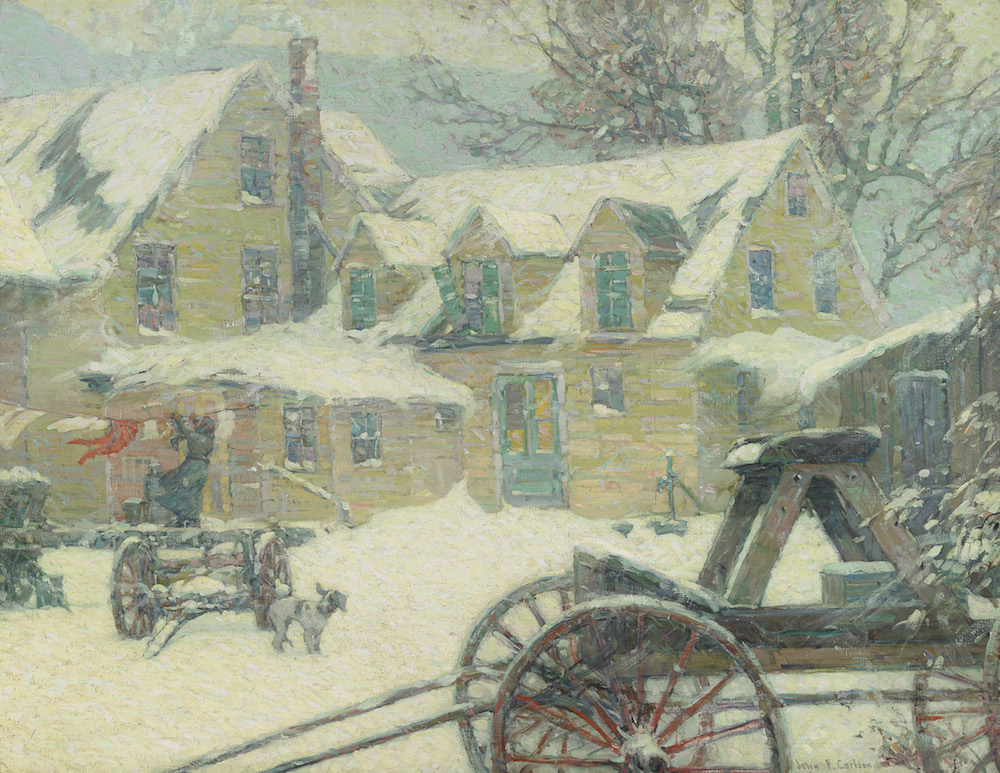
John F. Carlson: Winter Caprice. Avery Galleries, Bryn Mawr, Pennsylvania

John Fabian Carlson wurde 1874 in Kalmar, Schweden, geboren und wanderte 1884 mit seiner Familie in die Vereinigten Staaten aus. Die Familie ließ sich in Buffalo, New York, nieder. Schon früh zeigte Carlson ein Talent für das Zeichnen, das durch den Besuch der Buffalo Art Students League gefördert wurde. Ab 1896 studierte er dort bei Lucius Hitchcock. Später ging er nach New York City, um an der Art Students League of New York weiterzulernen. Dort wurde er insbesondere von Frank Vincent DuMond und L. Birge Harrison beeinflusst. Im Jahr 1903 zog Carlson nach Woodstock (New York), das damals ein aufstrebendes Künstlerzentrum war und durch die Woodstock Art Colony bekannt wurde. Dort arbeitete er eng mit Birge Harrison zusammen, dessen poetischer Ansatz zur Landschaftsmalerei ihn nachhaltig prägte. Carlson unterrichtete an der Art Students League Summer School in Woodstock, zunächst als Harrisons Assistent und ab 1911 als dessen Nachfolger.

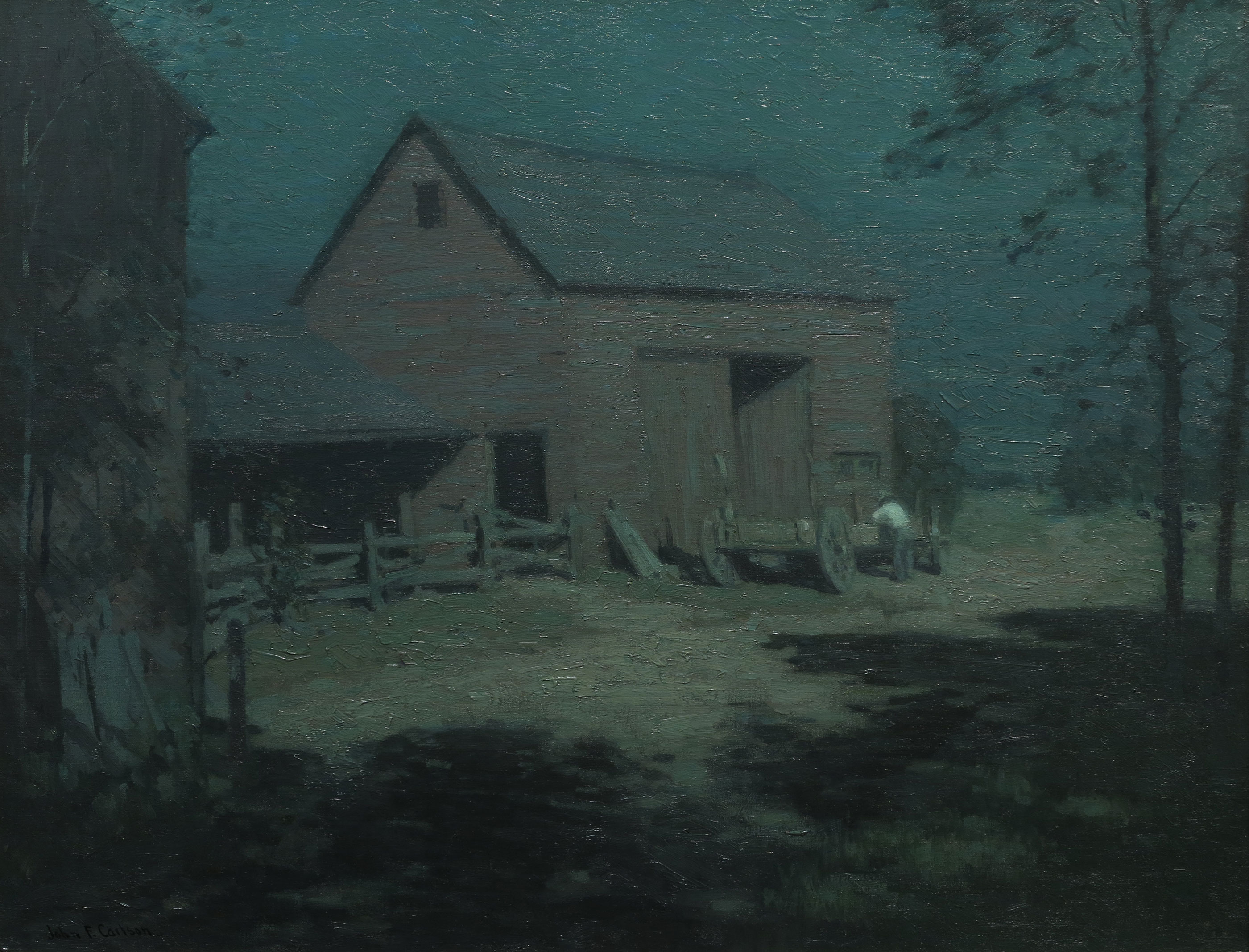
John F. Carlson: Summer Night, Woodstock, New York (1908). Vose Galleries, Boston, Massachusetts

1915 wurde er Direktor dieser Sommerschule und spielte eine zentrale Rolle bei deren Entwicklung zu einem wichtigen Ausbildungsort für amerikanische Landschaftsmaler. Neben seiner Lehrtätigkeit war er aktives Mitglied verschiedener Künstlervereinigungen wie der National Academy of Design, deren Vollmitglied er ab 1920 war. Er erhielt zahlreiche Auszeichnungen, darunter mehrere Preise bei den Ausstellungen der Corcoran Gallery of Art in Washington, D.C. Im Jahr 1933 gründete er die „John F. Carlson School of Landscape Painting“ in Woodstock. Viele junge Künstler wollten von seinem Wissen über Komposition, Farbe und Atmosphäre profitieren und besuchten seine Schule. Bis zu seinem Tod im Jahr 1945 blieb Carlson ein angesehener Lehrer und aktiver Maler.

## Werk
John F. Carlson ist vor allem für seine poetischen Winterlandschaften bekannt, die oft verschneite Wälder, Lichtungen oder Waldränder zeigen. Seine Werke verbinden eine atmosphärische Stimmung mit einer klaren Komposition, die häufig auf rhythmisch wiederkehrenden Formen sowie einem feinen Gespür für Tonwerte basiert. Er malte überwiegend in Öl, gelegentlich auch in Pastell und Aquarell. In seinem Malstil sind Einflüsse des Tonalismus und des Impressionismus erkennbar. Besonderen Wert legte er auf die subtile Abstufung von Licht und Schatten. Carlson war überzeugt, dass die Natur nicht nur realistisch abgebildet werden sollte, sondern dass Künstler ihre „Seele“ erfassen müssten.

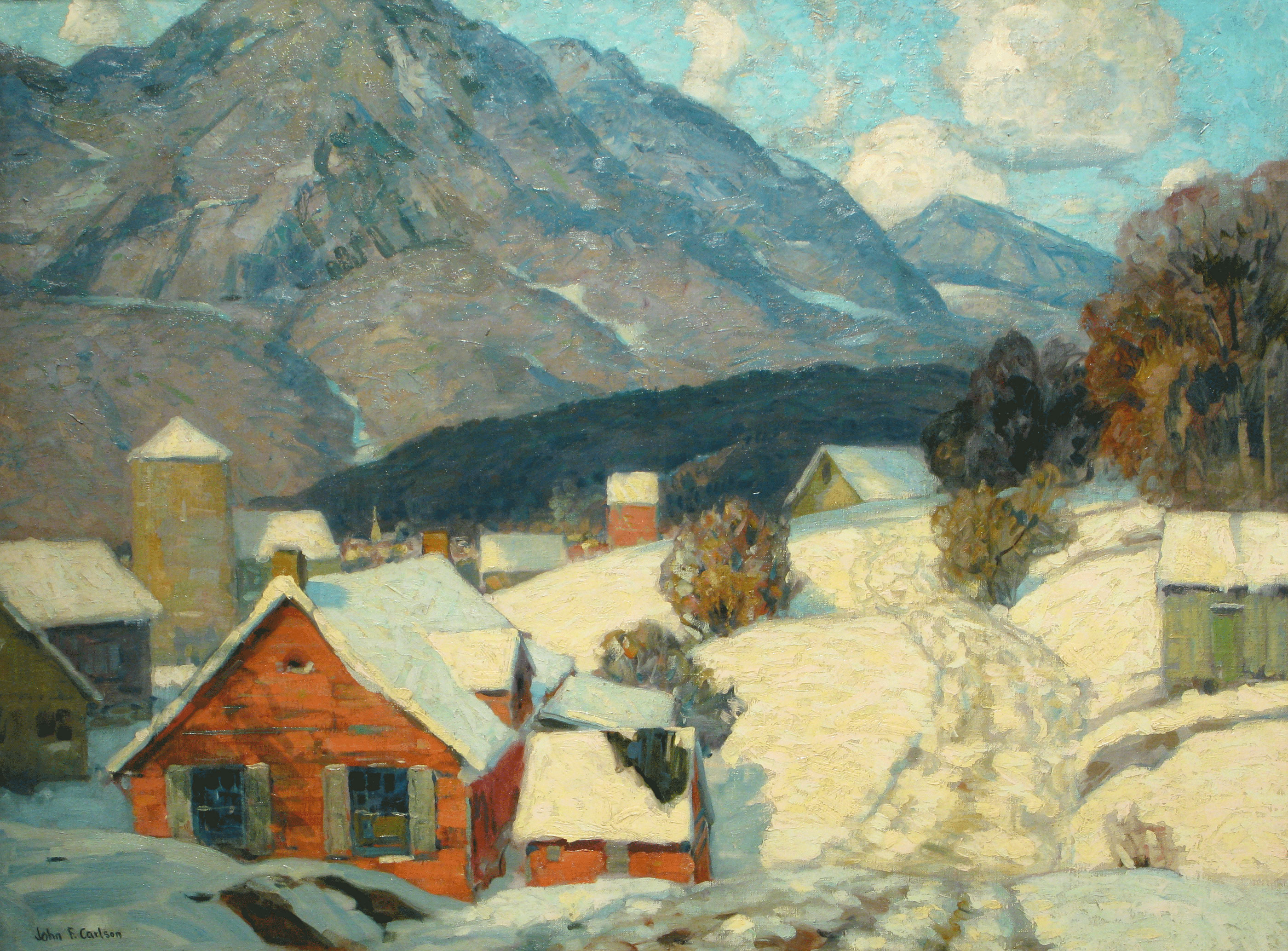
John F. Carlson: Mountain Hamlet. Vose Galleries, Boston, Massachusetts

Sein bekanntestes Buch „Carlson’s Guide to Landscape Painting“ erschien 1929 und gilt bis heute als Standardwerk der amerikanischen Landschaftsmalerei. Darin vermittelt er seine Prinzipien zu Komposition, Tonwerten, Lichtführung und zur Beobachtung der Natur. Seine Werke finden sich heute in vielen bedeutenden Museen und privaten Sammlungen in den Vereinigten Staaten.